# Mehmed II Paixà Karamanli
Mehmed II Paixà Karamanli (+ 1835) fou governador rebel de la província otomana de la Regència de Trípoli.Segons s'assenyala a l'Enciclopèdia de l'Islam (volum IV, pàgina 642) era net de Yusuf Paixà Karamanli.
Les altes taxes imposades per Yusuf van provocar la revolta a les regions de Manshiya i Sahil, dirigides per Memed, que fou proclamat governador i va assetjar Trípoli de Líbia. Davant la revolta Yusuf va abdicar el 5 d'agost de 1832 en el seu fill Ali II Paixà Karamanli que tenia el suport de Cirenaica i era ben vist pels francesos. La guerra va durar tres anys i la mediació de la Porta no va poder obtenir una solució. Fracassades les converses de 1833, l'enviat otomà va marxar cap a Istanbul però va retornar el 1834 reconeixent a Ali II, però Mehmed, que tenia el suport britànic, no ho va acceptar.
El 26 de maig o 26 de juny (les fonts varien en el mes) una flota otomana va arribar davant de Trípoli i el dia 27 van desembarcar tropes i es va llegir el firman que destituïa a Ali II i a Mehmed com a governadors. Mehmed es va suïcidar i el seu germà Ahmad fou enviat a Malta.